# Nyeste–Nyár-patak
A Nyeste–Nyár-patak a Kőszegi-hegység területén, Bucsu település északkeleti részén ered, Vas vármegyében. A patak forrásától kezdve déli-délkeleti irányban halad, majd Torony településnél éri el az Arany-patakot. Útja során elsőként Bucsu település keleti külterületi részén vág át. Ezt követően a 89-es főút alatt folyik tovább, Toronytól északra. Torony település belterületén északi irányból az Arany-patakba torkollik.

## Part menti települések
- Bucsu
- Torony